# 조반니 빌라니
조반니 빌라니(Giovanni Villani, 1276년 또는 1280년 경–1348년)는 피렌체의 역사에 대한 신간 연대기를 쓴 피렌체 출신의 은행가, 외교관, 공직자, 연대기 작가이다. 그는 피렌체의 핵심 정치가이였으나 불미스러운 평판을 얻었고 그가 종사하던 무역업과 은행업의 파산에 대한 결과로 여러 차례 수감되었다. 그가 관심을 두었던 정밀한 경제적 정보, 통계적 정보, 그리고 정치와 심리학적인 관점은 그를 중세 후기 유럽의 조금더 현대적인 연대기작가로서 주목받았다. 그의 연대기는 역사에서 긍정적 요소로서 최초로 통계를 도입하는 모습 보였다. 그러나 역사가 케네스 R. 바틀렛이 이에 대해 언급하길, 그의 이탈리아 시대 후임자들에 대해 " 섭리처럼 이러한 기본속에 그의 의지는 중세의 토착적인 연대기 전통과 함께 빌라니와 가까이 연결지어진다." 반복되는 주제속에서 그의 연대기에서 묘사된 중요한 사건들을 통해 내포시켰으며, 빌라니는 또한 죄와 도덕의 관계에 관한 세 가지 가정을 역사적인 사건에 강조했었는데, 과도함은 재앙을 불러오고, 옳고 그름의 힘은 끊임없이 분쟁하며, 그러한 사건들은 신의 뜻에 직접적으로 영향을 받는다는 것이다.
빌라니는 또한 1300년 로마에서 열린 주빌리 행사에 참석한 후 영향을 받아 연대기를 썼고, 로마의 유구한 역사를 주목했다. 그는 엄격하게 선형적인 서사적 방식을 따르면서 1년 간 자신의 연대기에 일어난 사건들을 설명했다. 그는 건축 계획, 홍수, 화재, 기근 및 전염병과 같은 피렌체와 토스카나 지역의 많은 중요한 역사적 사건에 대한 세부 정보를 제공했다.
연대기 작업을 계속하면서 1348년 동안에 벌어진 흑사병에서 엄청난 생명의 상실을 자세히 설명하면서, 빌라니 또한 같은 질병으로 사망했다. 그의 저서 연대기는 그의 형제들과 조카들에 의해 계속 쓰였다. 빌라니의 저서는 현대 역사가들로부터 찬사와 비판을 받았다. 비판은 주로 사건에 대한 초자연적 현상으로의 유도, 그의 구조 방식, 교황령과 피렌체에 대한 찬사에 중점을 두는것에 있다.

## 같이 보기
- 분류:이탈리아의 역사가
- 어쌔신 크리드 II